# Tripla giunzione della Kamčatka-Aleutine

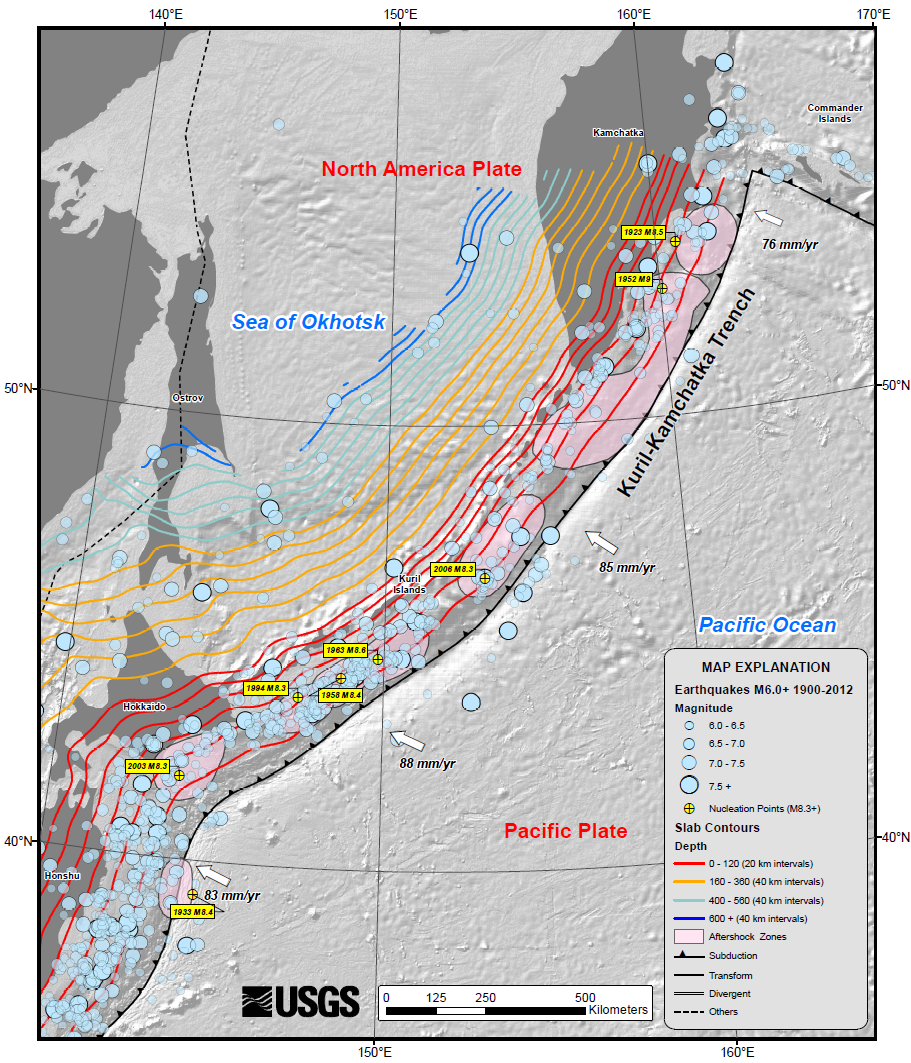
La tripla giunzione della Kamčatka-Aleutine è localizzata all'estremità settentrionale della fossa delle Curili.

La tripla giunzione della Kamčatka-Aleutine è una tripla giunzione geologica situata nella regione settentrionale dell’Oceano Pacifico, nel punto di incontro di tre placche tettoniche, nella fattispecie, la placca pacifica,  la placca nordamericana e la placca di Ochotsk.

## Posizione e tettonica
La tripla giunzione è localizzata in particolare all'incirca 10 km a est della penisola della Kamčatka e circa 180 km a ovest dell'isola di Bering, alle coordinate 56°12′00″N 163°30′00″E, dove si incontrano la fossa delle Curili, che dalla giunzione si estende verso sud-ovest, la fossa delle Aleutine, che dalla giunzione si estende verso est, e la faglia di Ulachan, una faglia trasforme a scorrimento laterale sinistro che dalla giunzione si estende verso ovest fino a un'alta tripla giunzione localizzata sotto i monti Čerskij, in Russia.
Secondo alcune teorie, supportate da dati GPS, tra la placca nordamericana e quella pacifica esisterebbe in realtà un'altra placca, chiamata placca di Bering, la cui esistenza non è ancora stata del tutto acclarata. Tale placca, assieme alla placca di Ochotsk, a ovest di essa, formerebbe una specie di cuscinetto nella zona di subduzione tra le due placche maggiori, e ciò porterebbe alla presenza, in questa zona, di due triple giunzioni molto ravvicinate: quella già descritta ma formata dall'incontro della placca pacifica, di quella di Bering e di quella di Ochotsk, e una posta più a nord lungo la costa orientale della penisola della Kamčatka, nel punto di incontro tra la placca di Ochotsk, quella di Bering e quella nordamericana. Secondo altri modelli ancora, tra la placca di Bering e quella Pacifica si sarebbe poi un'altra placca, racchiusa tra la fossa delle Aleutine e la faglia di Bering, chiamata placca del Commodoro, dal nome delle vicine isole del Commodoro; proprio questi ultimi modelli sono quelli che più si accordano con le misure satellitari effettuate e con i dati relativi alla registrazione di eventi sismici, e ciò aggiungerebbe quindi una terza tripla giunzione alla complessa situazione tettonica della regione.